# Megaliet

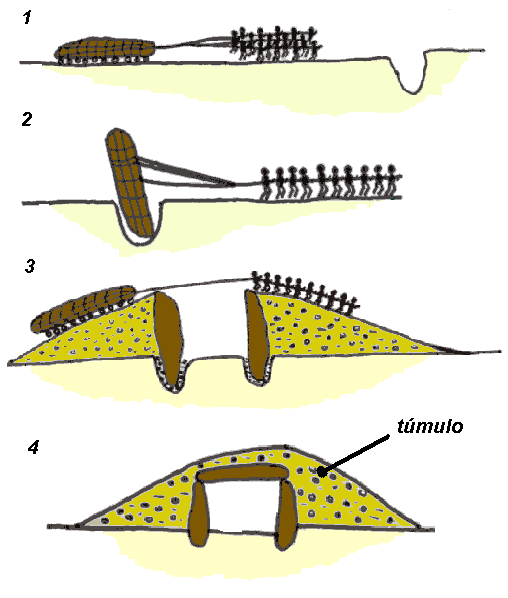
Constructie van een megalithisch bouwwerk

Een megaliet (uit het Oudgrieks μέγας megas: groot, λίθος lithos: steen) is een stenen monument dat uit een of meer grote stenen bestaan. Een megaliet heeft vaak de functie van heiligdom of grafmonument.
Megalieten komen wereldwijd voor. Een groot deel stamt uit de neolithische periode. Bij enkele culturen spelen megalieten nog altijd een rol in het dagelijks leven.

## Megalithische culturen in West-Europa
Er werd vaak gedacht dat er in het midden- en late neolithicum en de vroege bronstijd een megalithische cultuur zou hebben bestaan, die zich over heel Europa uitstrekte. Nadere beschouwing van de geassocieerde vondsten leert echter dat het om meerdere volkeren gaat: er waren meerdere culturen die met grote stenen bouwden. De Zweedse onderzoeker Bettina Schulz Paulsson concludeerde aan de hand van C14-dateringen dat de oudste megalieten echter wel binnen een paar honderd jaar in de tweede helft van het vijfde millennium v.Chr. werden gebouwd in Bretagne, Galicië, Catalonië, Sardinië en Corsica. Zij merkt op dat alleen in Noordwest-Frankrijk een oudere monumentale grafcultuur bestond waaruit de megalietencultuur zou kunnen zijn ontstaan.
Genetisch onderzoek in Stonehenge, toonde aan dat het bij de megalietbouwers niet om afstammelingen van de vroegere mesolithische bevolking ging, maar om neolithische immigranten uit het zuidoosten.
Het begraven van mensen in megalieten lijkt een familie-aangelegenheid te zijn geweest. Uit  genetisch onderzoek bleek dat de individuen per begraafplaats met elkaar verwant waren.
In het noordelijke gebied zijn megalithische monumenten veelal van zwerfkeien gemaakt. In zuidelijker gebieden werd vaak kalk of zandsteen gebruikt, dat zich makkelijker laat bewerken en werden de delen in steengroeven uit de rotsen gehouwen. De megalithische tempels van Malta zijn grotendeels van koraal gebouwd. Voor Stonehenge is het materiaal gedeeltelijk over lange afstand aangevoerd en komt waarschijnlijk ook uit een groeve. Andere delen van Stonehenge bestaan uit lokaal materiaal.
De bekendste trilieten zijn die van Stonehenge en de tempels van Malta (3600 - 2500 v.Chr.). Deze bouwwerken zijn ouder dan de piramiden in Egypte.
Een ander type is het hunebed. Een van de grootste hunebedden op het Iberisch Schiereiland (ca. 4000-3500 v.Chr.) is het Anta Grande do Zambujeiro. Op Mallorca en Menorca zijn Talaiots te vinden.
Een aantal megalieten bevat ingekraste of gebeitelde figuren. Soms levert dat herkenbare afbeeldingen op van mensen, dieren of gebruiksvoorwerpen, maar even vaak zijn de stenen versierd met schijnbaar willekeurige lijnen of met geometrische figuren. Zie ook cup and ring marks en napjessteen.

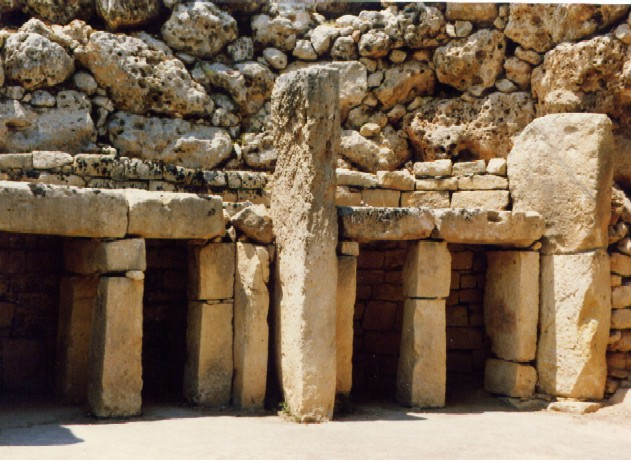
Een van de megalithische tempels van Ġgantija, Malta
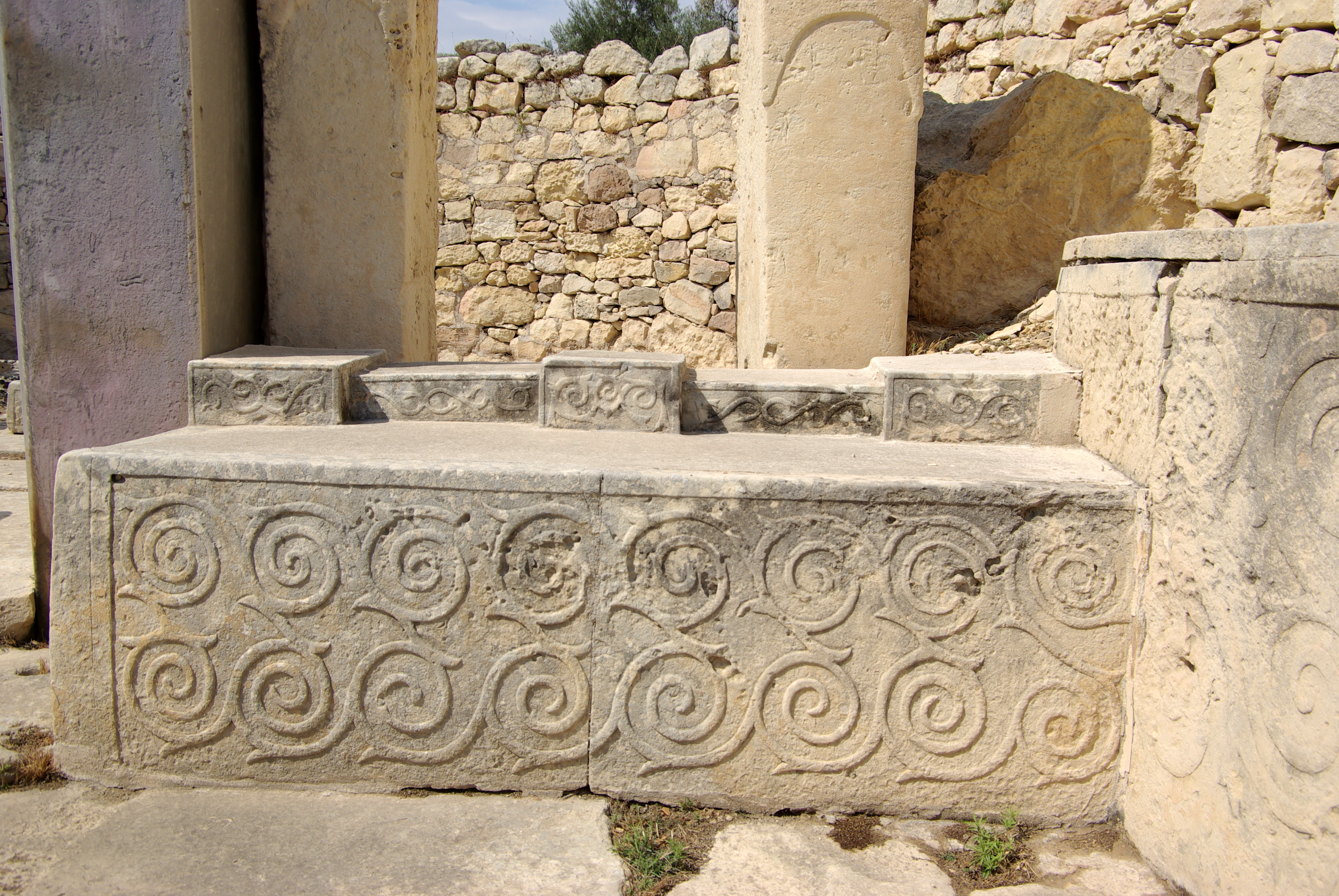
Spiralen op een steen bij de megalithische tempels van Tarxien, Malta
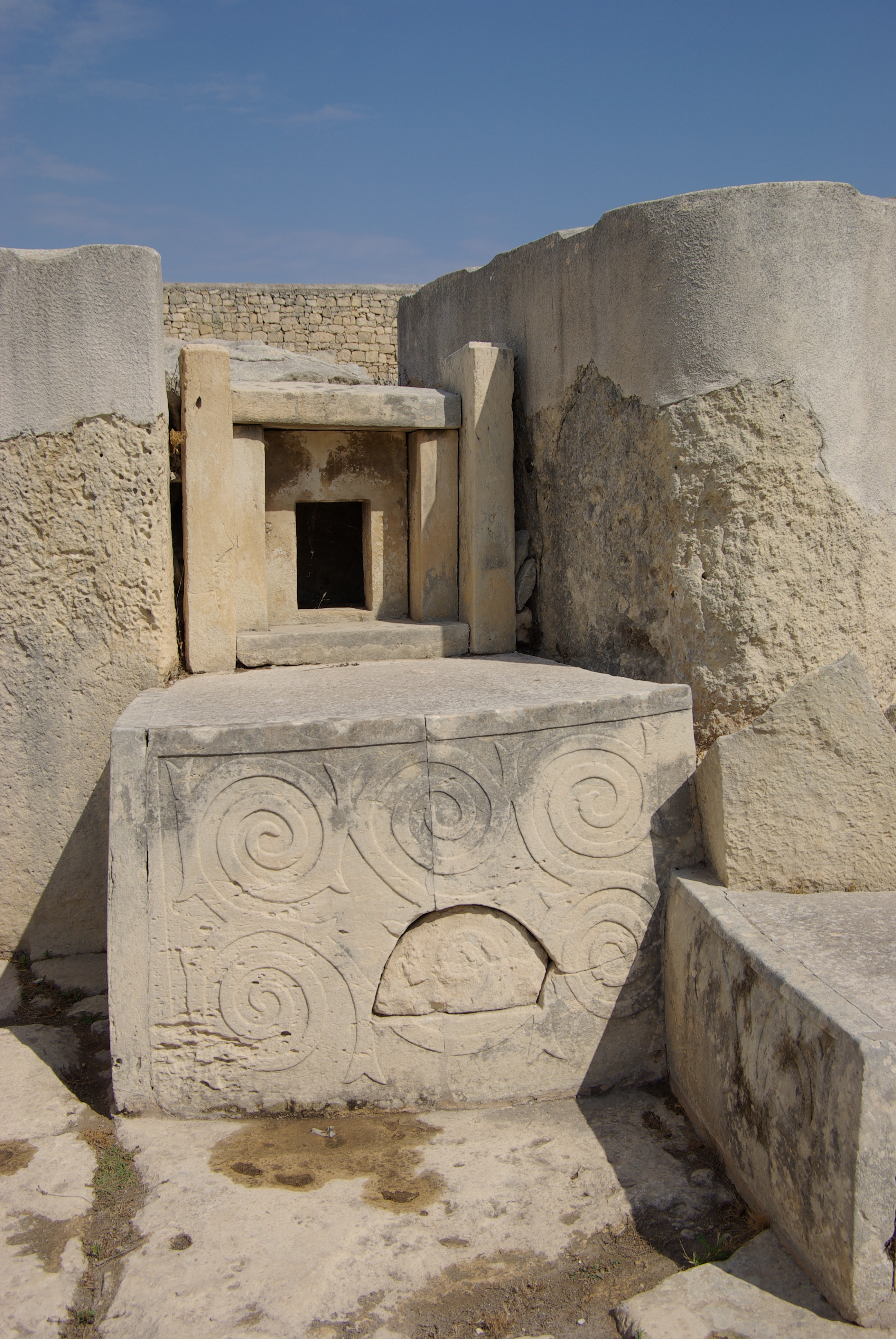
Spiralen op een steen bij de megalithische tempels van Tarxien, Malta
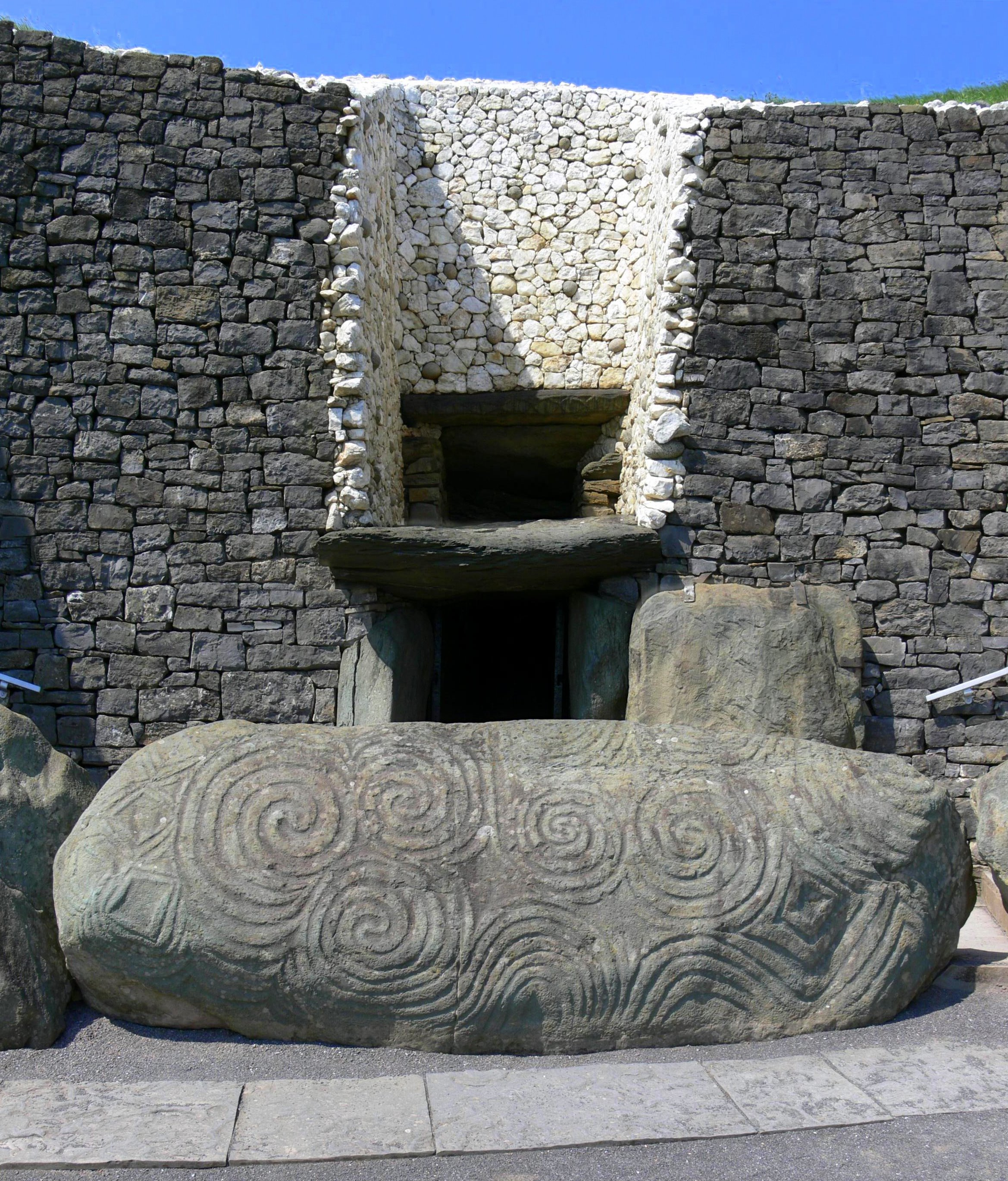
Spiralen op een steen bij Newgrange, Ierland
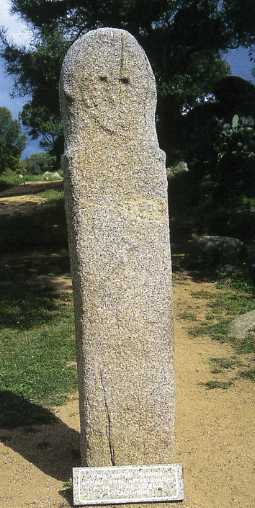
Megalietfiguur in Filitosa, Sollacaro, Frankrijk
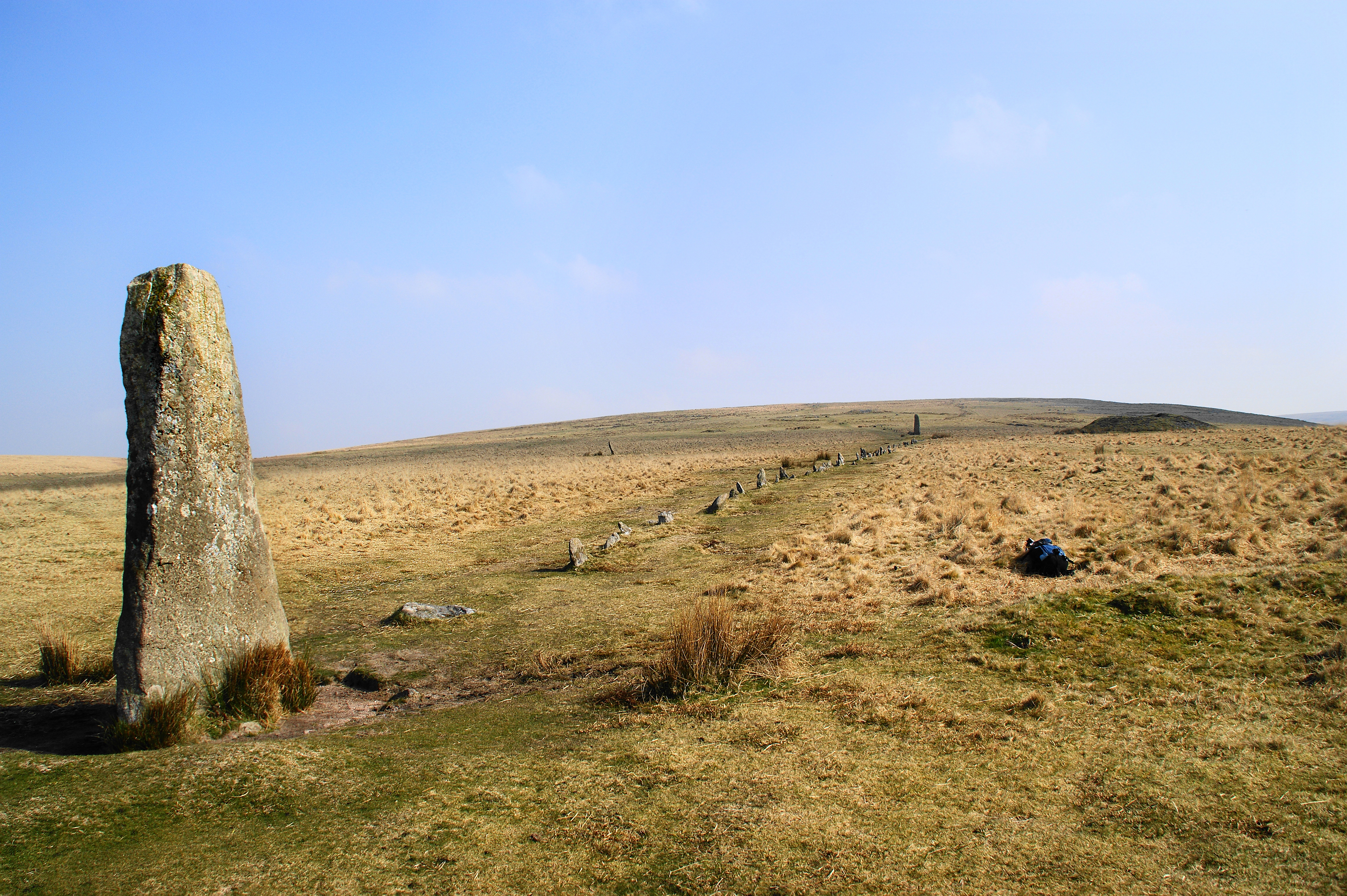
Een van de drie menhirs van Drizzlewoodcombe bij een stenenrij naar een steenkist, rechts is een grafheuvel te zien, Verenigd Koninkrijk
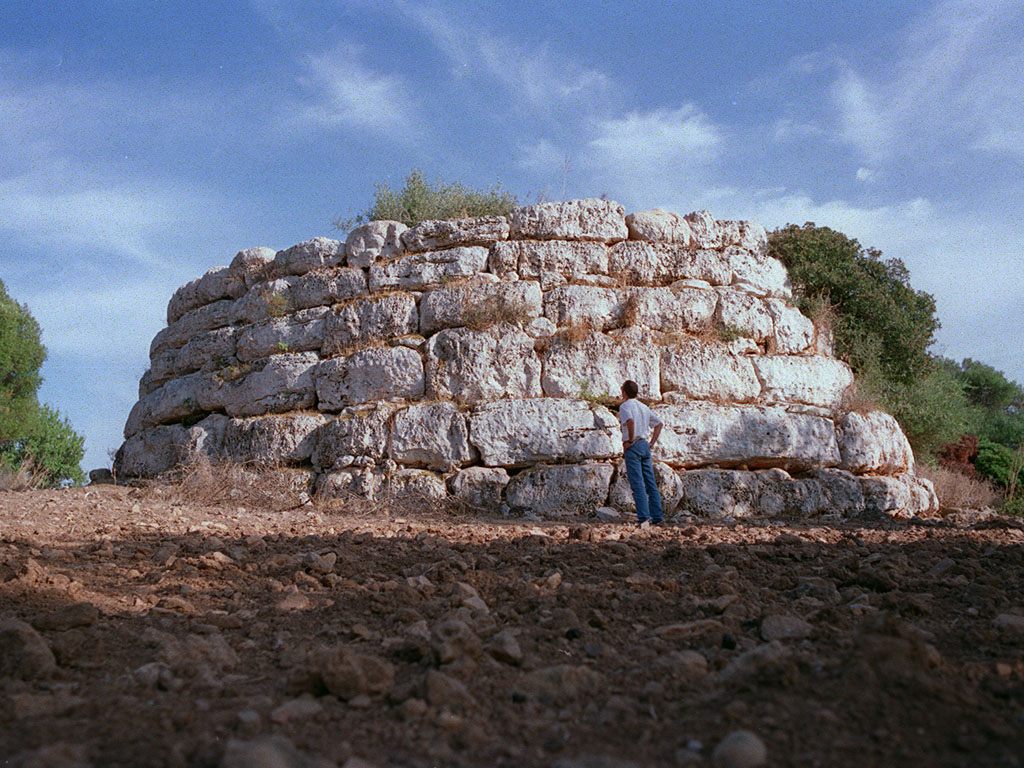
Een man staat naast een Talaiot op Mallorca

### Noord-Europa

#### België

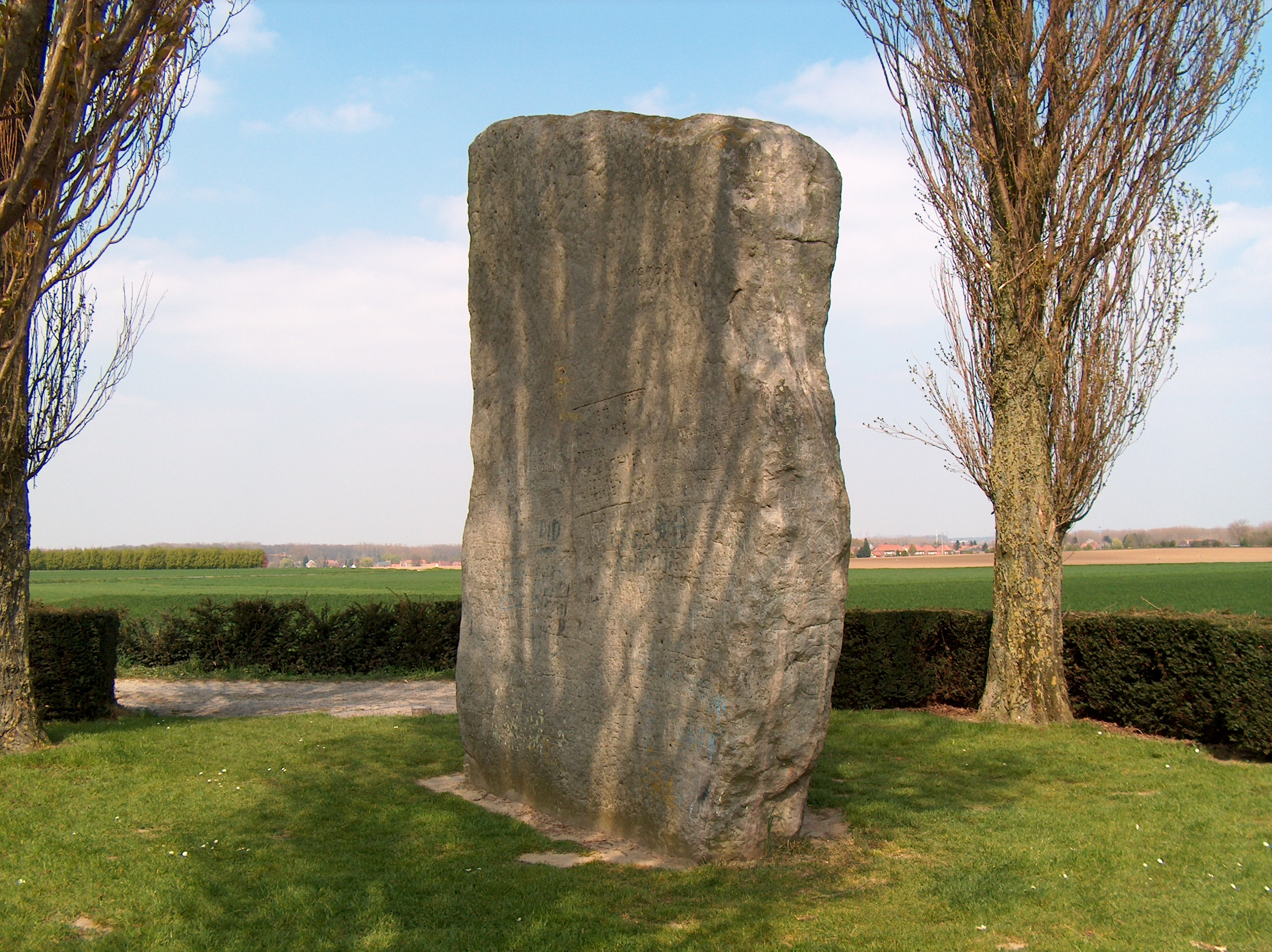
De Brunhildesteen, België

De Belgische megalieten zijn hoofdzakelijk afkomstig van de Seine-Oise-Marnecultuur.
De grootste megaliet van België is de Brunhildesteen (Frans: Pierre de Brunehaut), 25e eeuw v.Chr. Vervolgens bevindt er zich een groep van megalieten bij Wéris.

#### Nederland
De Nederlandse hunebedden zijn, evenals die in Duitsland, Polen en Denemarken, gebouwd onder de trechterbekercultuur. In Nederland zijn de meeste megalithische monumenten verdwenen, op 54 stuks na. De stenen van veel verdwenen monumenten zijn gebruikt voor bouwwerken. Zo is het koor van de kerk van Odoorn (Drenthe) opgetrokken uit grote behakte granieten zwerfstenen die vermoedelijk van hunebedden afkomstig zijn. De torenonderbouw van de Grote Kerk in Emmen bestaat tot een hoogte van drie meter uit zeer grote, rechthoekig bekapte zwerfkeien. Overigens werden de stenen in het noorden van Duitsland en in Denemarken op een nog grotere schaal gebruikt voor de bouw van (delen van) kerken. Ook werden de stenen gebruikt voor dijkverzwaring en het verharden van wegen en als bijvoorbeeld maalstenen.
In 1982 werd onder een wierde in de buurt van Heveskesklooster bij de aanleg van een industrieterrein nog een hunebed gevonden. Het is gereconstrueerd in Aquariom in Delfzijl.

## Oost-Europa en Euraziatische steppe
In tegenstelling tot de West-Europese monumenten zijn de megalieten van de Euraziatische steppe meest met de Bronstijd geassocieerd.
In het zuidwesten van Rusland volgde de Chvalynskcultuur de Samaracultuur op, dit zorgde voor een duidelijke ontwikkeling van de koerganen, grafheuvels met megalithische elementen. Met de jamnacultuur en daaropvolgende culturen breidde het gebruik zich verder uit. 
Met de Indo-Europese ruitervolken verspreidde zich ook megalitische graftypen naar het oosten, zoals bij de Xemirxekcultuur in Xinjiang. In de Zuid-Siberische Minoesinskdepressie vindt men de megalithische grafheuvels van de Tagarcultuur, en nog verder naar het oosten de steenkisten van de Mongoolse Plaatgrafcultuur.
Eveneens vanaf de jamnacultuur ontwikkelde zich de koerganstele. De vaak antropomorfe koergansteles hebben soms de vorm van obelisken die zijn aangebracht in een dubbele lijn als menhirs. Hun relatie met de Scythisch-Siberische hertenstenen uit het 1e millennium v.Chr. is nog onduidelijk.
Een geheel eigen ontwikkeling ziet men bij de dolmencultuur van de Westelijke Kaukasus van omstreeks 2900—1300 v.Chr.

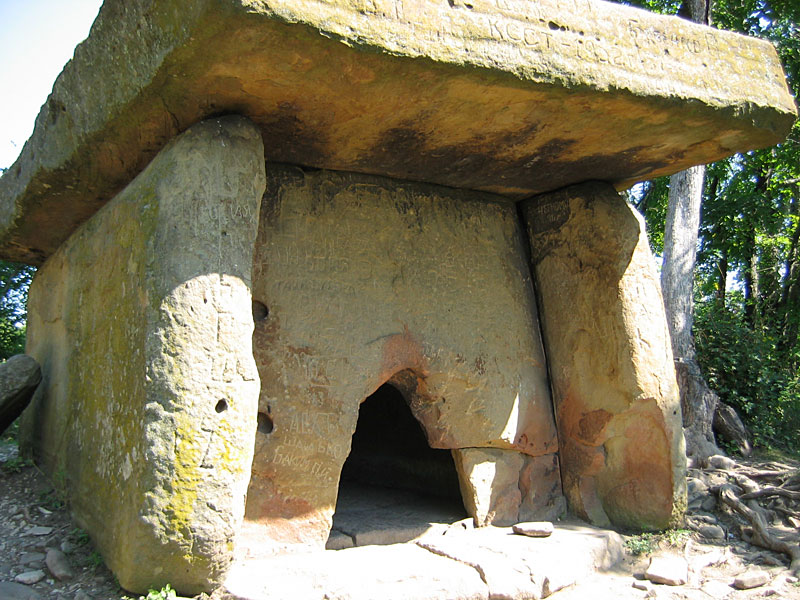
Een dolmen aan de rivier de Dogoeab nabij het dorpje Psjada in de Russische Kaukasus
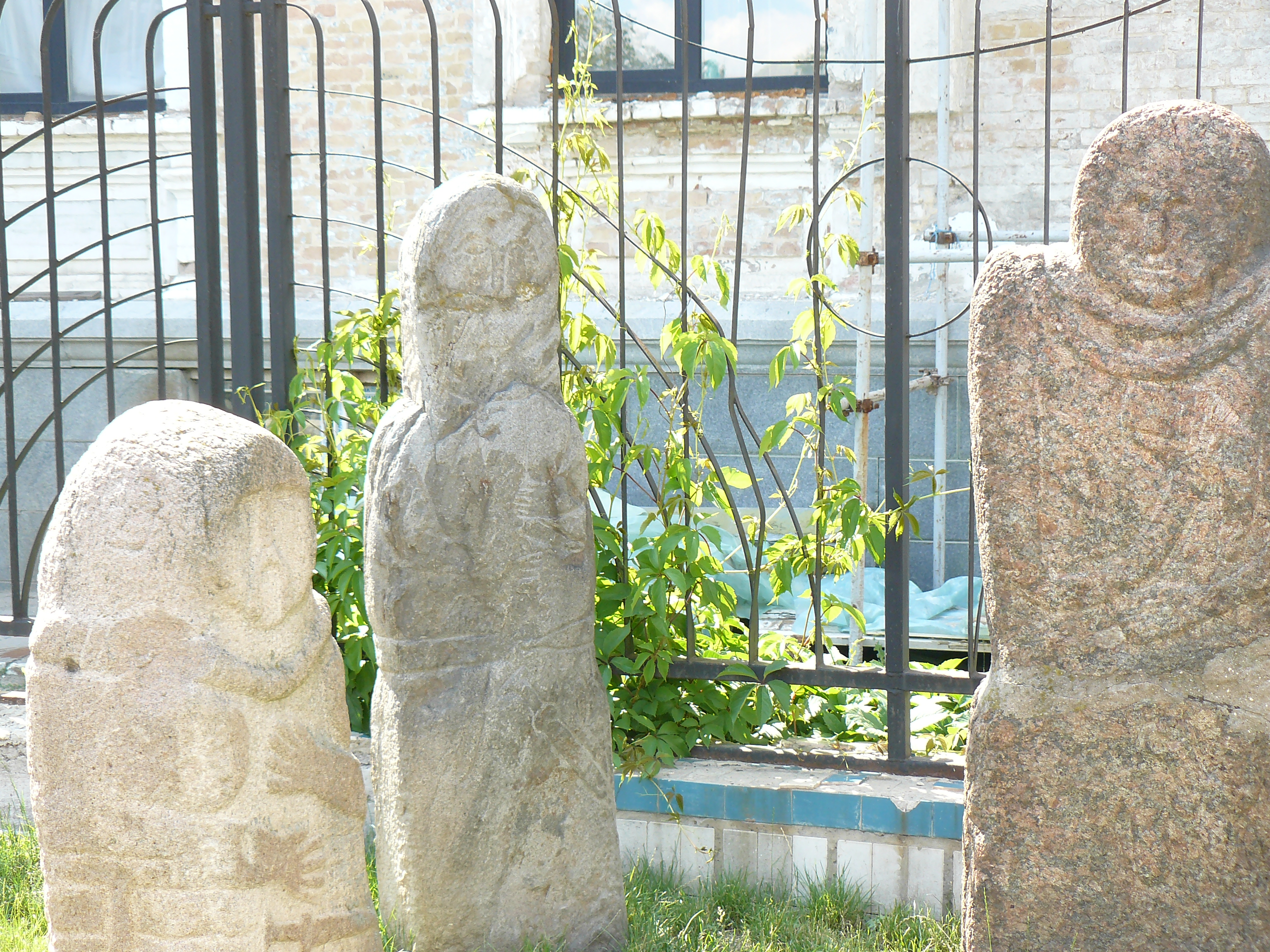
Koergansteles, Oekraïne
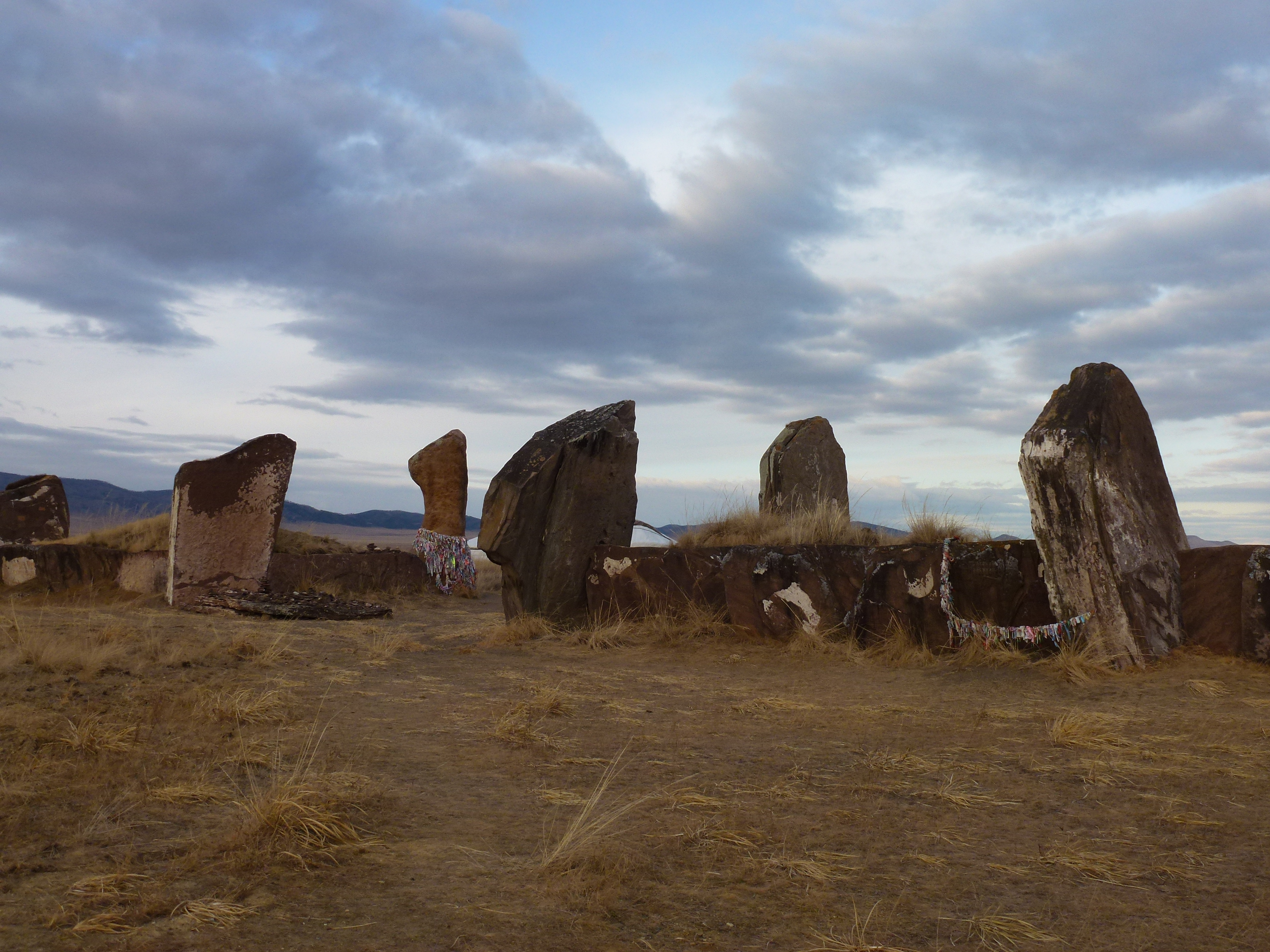
Megalithische koergan van de Tagarcultuur, Siberië
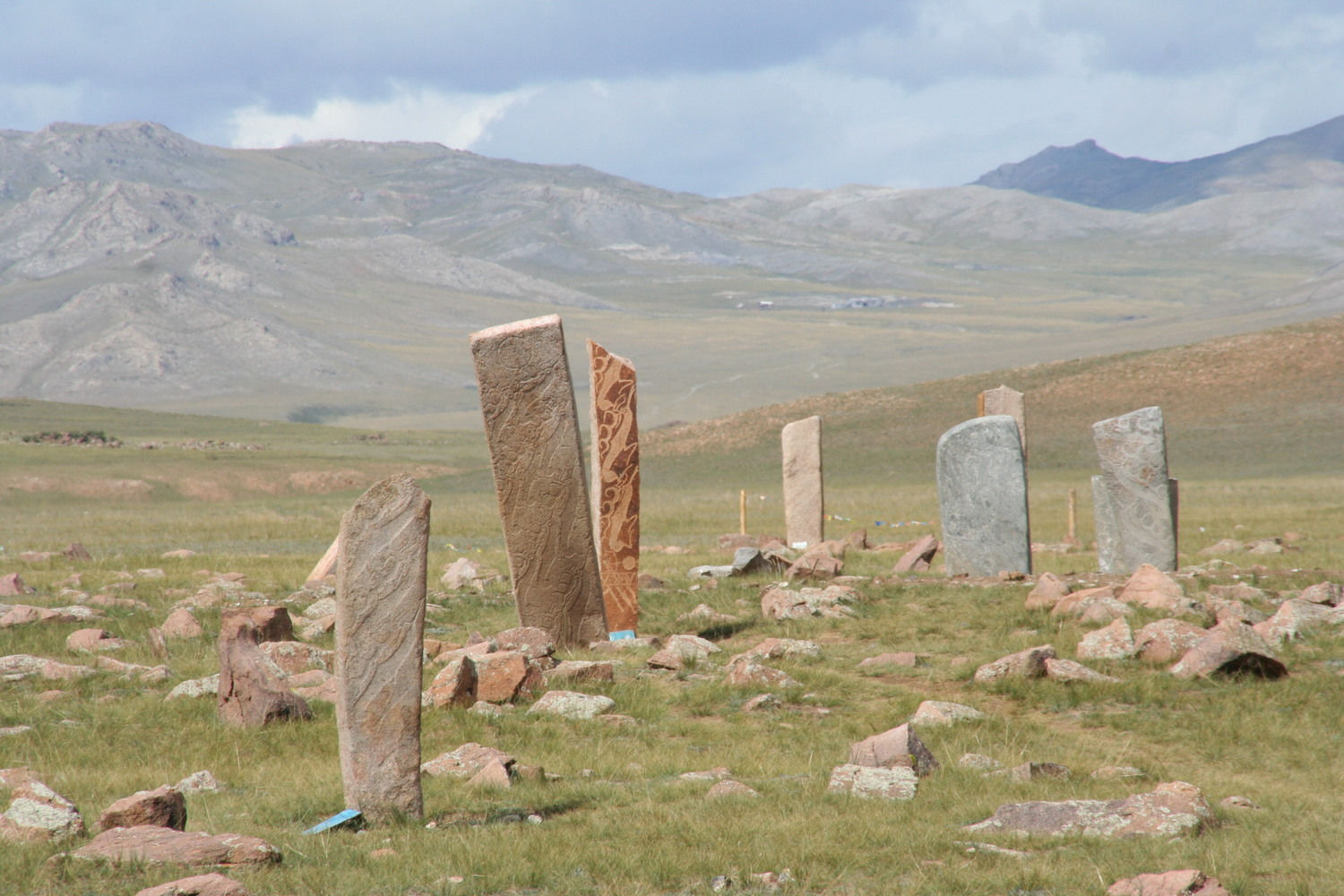
Hertenstenen in Mongolië
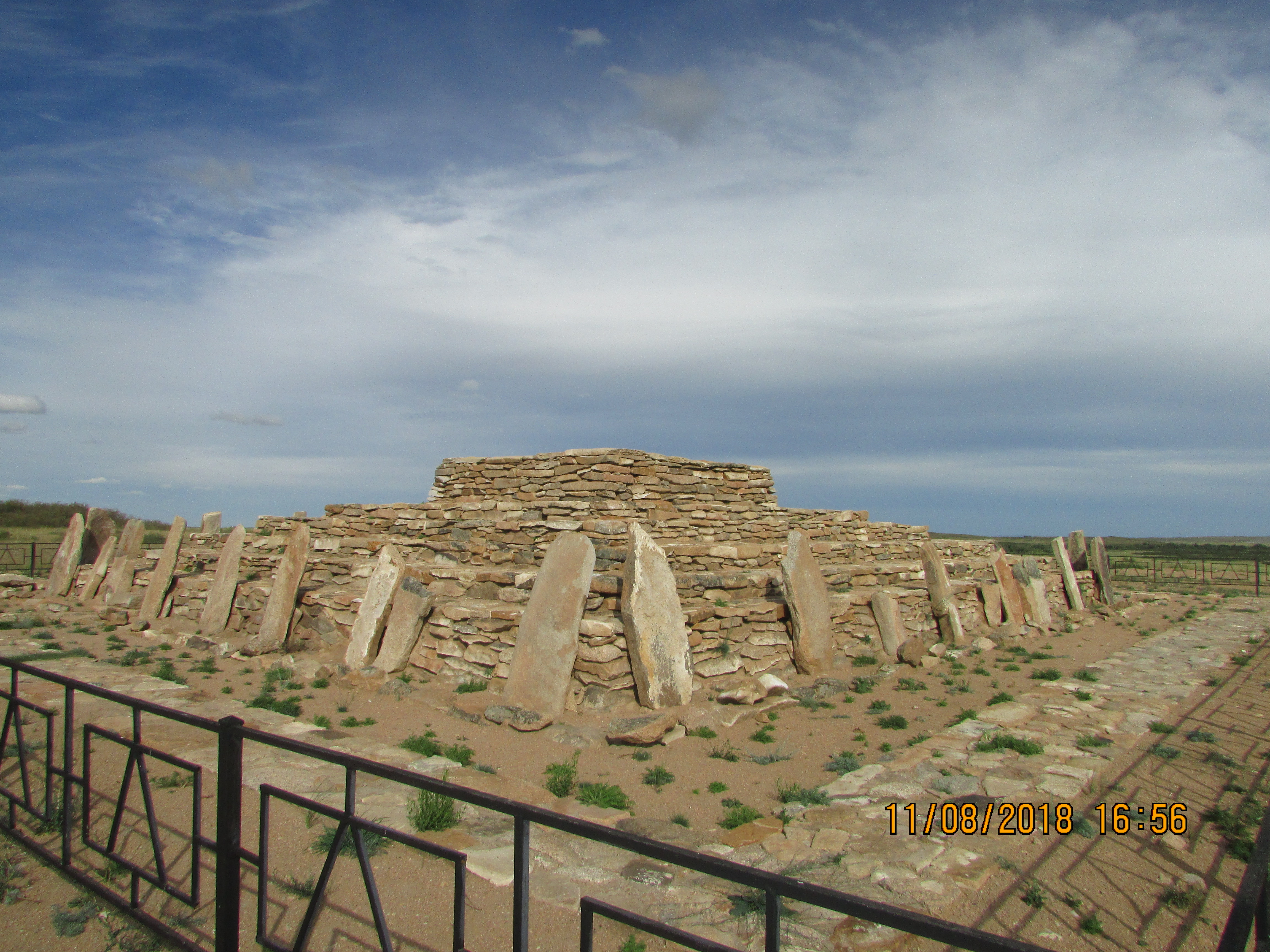
Mausoleum van Karazjartas

## Afrika
Sinds het Holoceen subpluviaal is er een droger klimaat in Noord-Afrika. Megalithische monumenten in vele vormen worden gevonden in gebieden die nu onleefbaar geworden zijn. Ze zijn talrijk en komen in diverse vormen voor, zoals cairns, dolmens, steencirkels, ondergrondse in steen uitgehouwen cellen, hunebedden en trap-piramides. De megalithische cultuur van de Berbers bevat inscripties in Libisch schrift.
In de omgeving van Tiya in Ethiopië staan 36 stelae of obelisken die een grote begraafplaats markeren. De leeftijd en culturele oorsprong van de bouwwerken zijn onbekend. Ze vertonen gelijkenis met de (veel oudere en hogere) stelae in Aksum, eveneens in Ethiopië.
In Tunesië bevinden zich een aantal megalithische complexen zoals de megalithische monumenten van Ellès, toegeschreven aan nakomelingen van de tempelbouwers van Malta die na de ineenstorting van de eilandsamenleving naar het nabijgelegen Afrikaanse vasteland trokken.
Een grote concentratie megalithische monumenten vindt men in Senegal en Gambia. Deze steencirkels van Senegambia werden gedateerd van de 7e tot 15e eeuw. Dit is wezenlijk later dan de Noord-Afrikaanse monumenten, een verband is daarom onwaarschijnlijk.

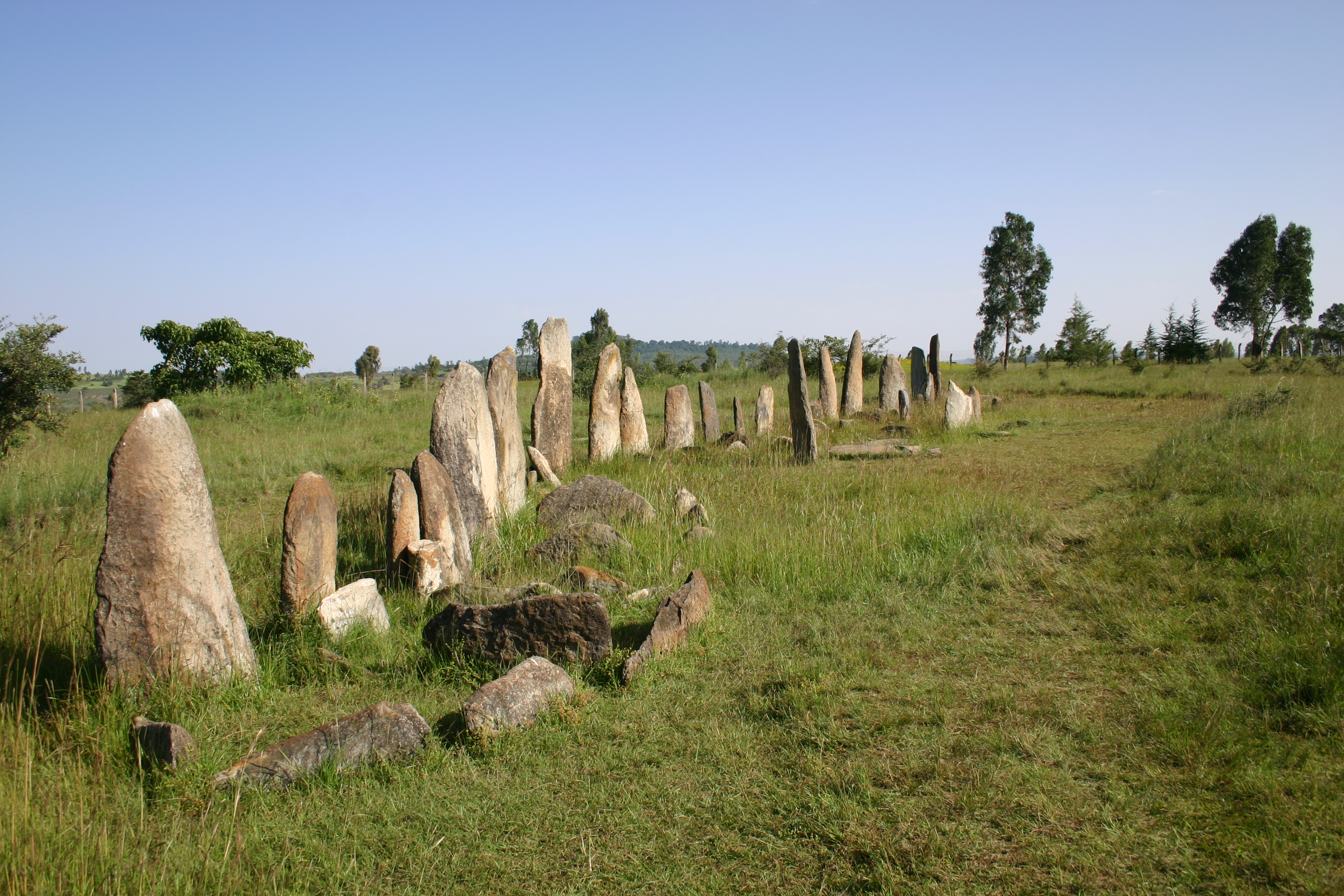
Steles van Tiya, Ethiopië
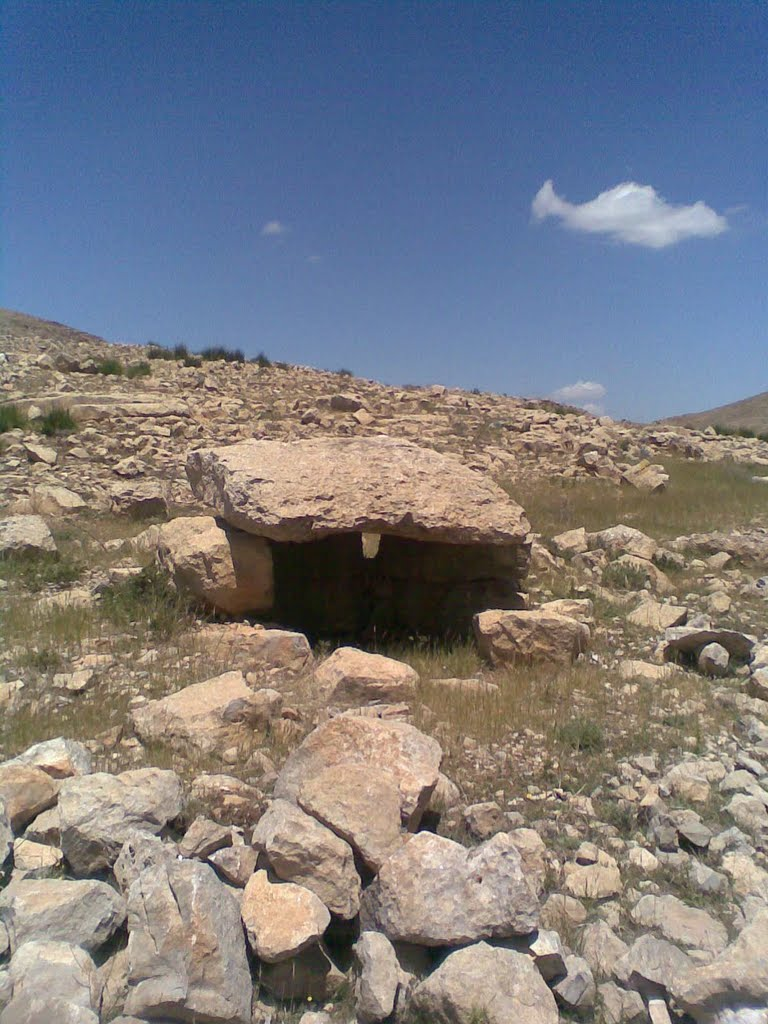
Dolmen in Ain el Bordj, Algerije
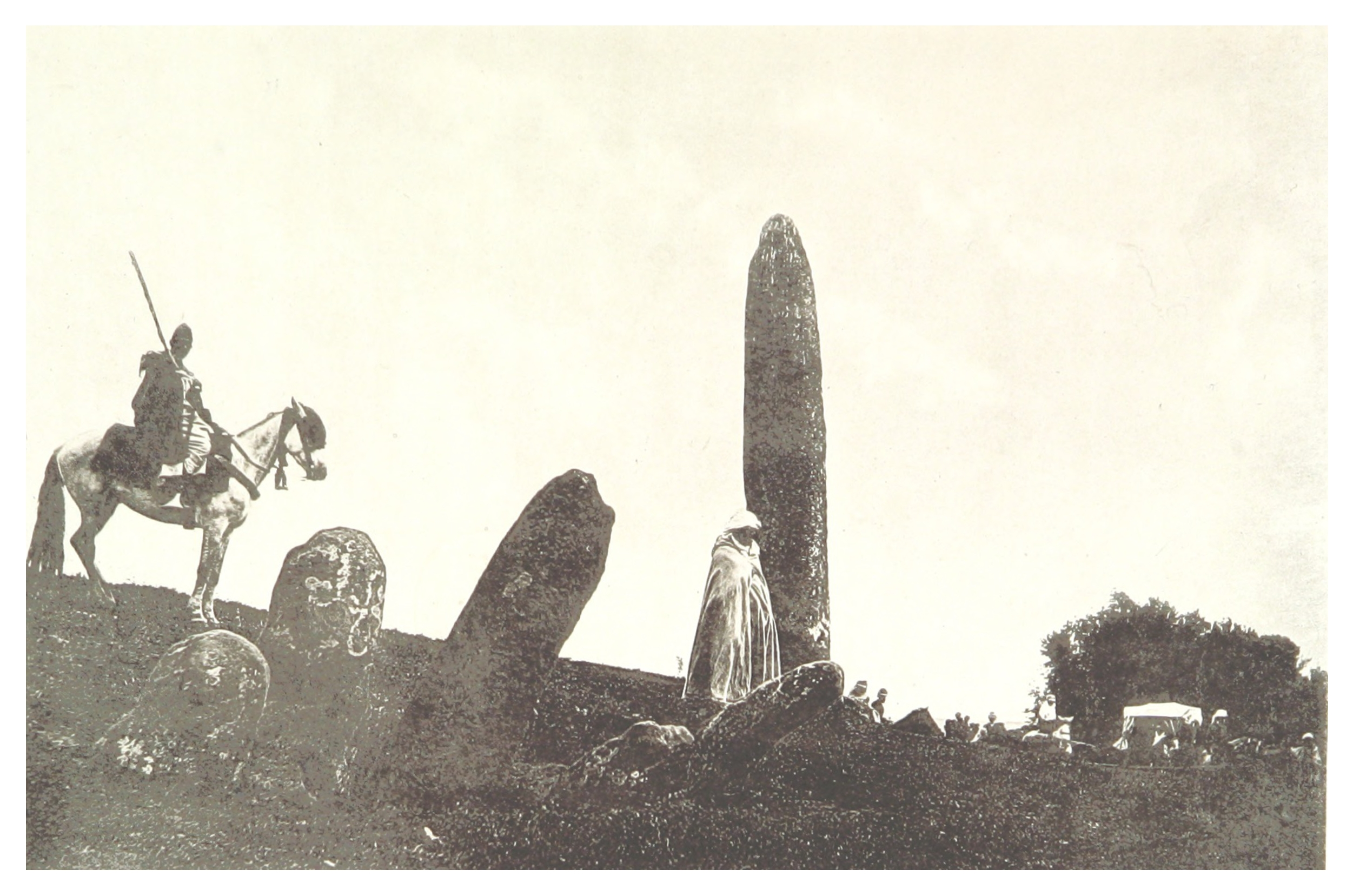
steencirkel van Msoura, Marokko
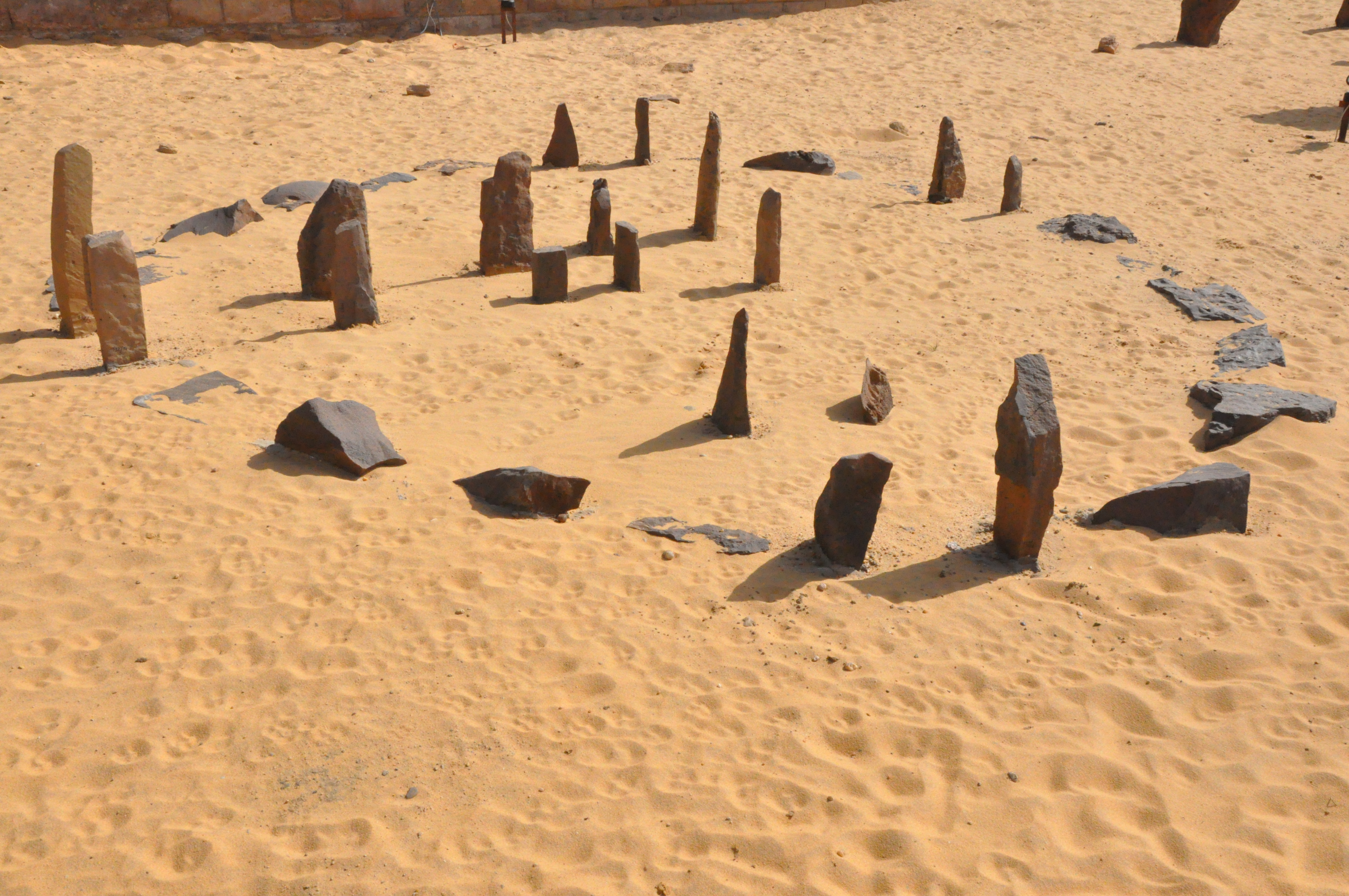
Nabta Playa, Egypte

## Zuid- en Oost-Azië

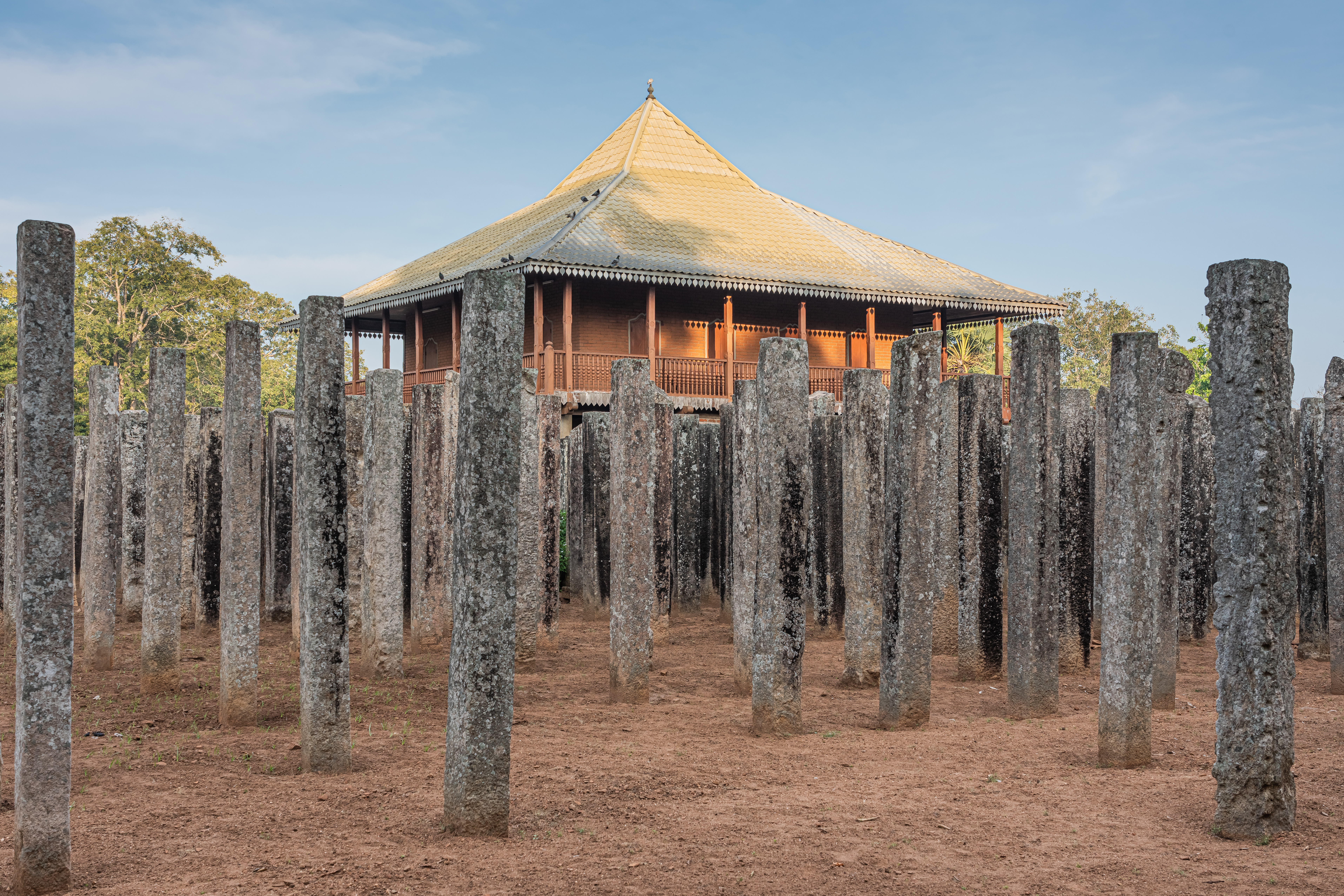
De steles in Anuradhapura, Sri Lanka

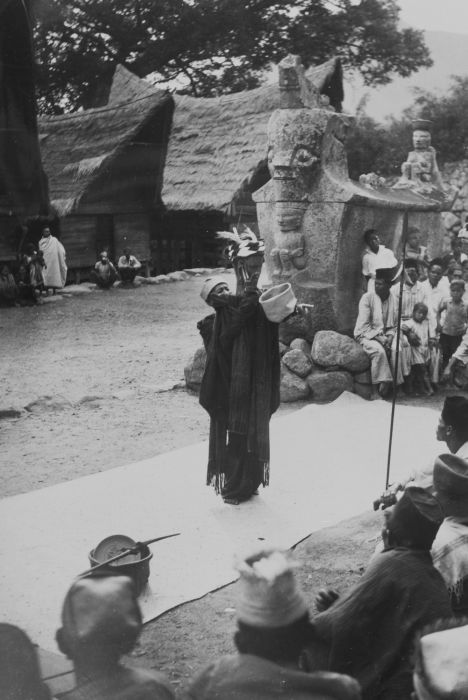
Een poppenspeler tijdens het dodenfeest bij een megaliet in Indonesië, 1950

Dolmens (of zeer vergelijkbare monumenten) zijn eveneens in Korea, India en Indonesië te vinden (deze zijn echter een stuk jonger dan de Europese varianten) en 
Megalieten, al dan niet fraai bewerkt, waren een onderdeel van de cultuur van het eiland Nias. Er waren grote stenen beelden, stenen zetels voor de hoofden en stenen tafels waaraan recht werd gesproken. Er waren ook grote stenen nodig voor de nagedachtenis van belangrijke overledenen. Bij het oprichten van een dergelijke steen moest een ritueel feest gegeven worden. Dit alles om een edelman in staat te stellen zich bij zijn vergoddelijkte voorouders in het hiernamaals te voegen.

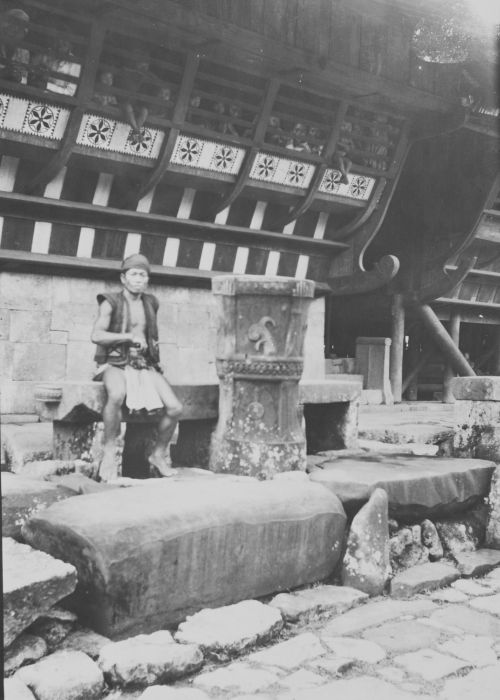
Een man zit op de megalieten voor een adathuis op Nias, Indonesië
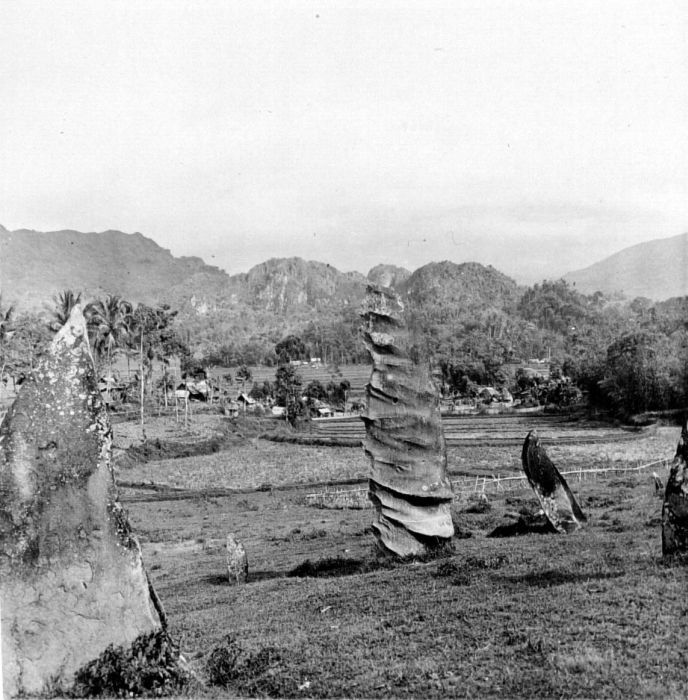
Bij elk dodenfeest wordt op deze offerplaats een steen toegevoegd en worden de te offeren karbouwen eraan vastgebonden, Rantépao, Toraja, Celebes, Tropenmuseum
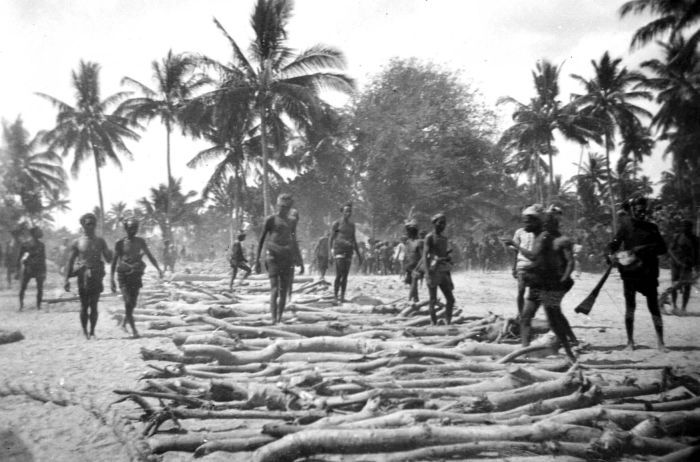
Om een grafsteen te kunnen slepen wordt de weg versterkt met verplaatsbare boomstammen waarover een slede wordt gerold, Oost-Sumba, 1931
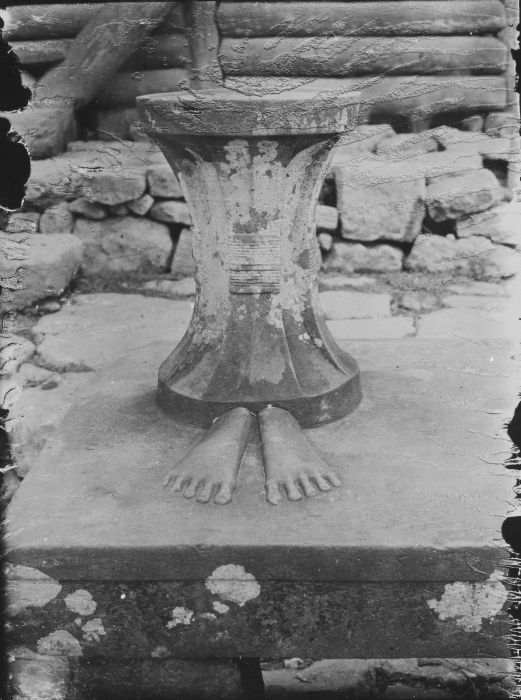
De stenen sokkel met voeten die deel uitmaakt van een megaliet voor een Nias adathuis te Bawomataloewo
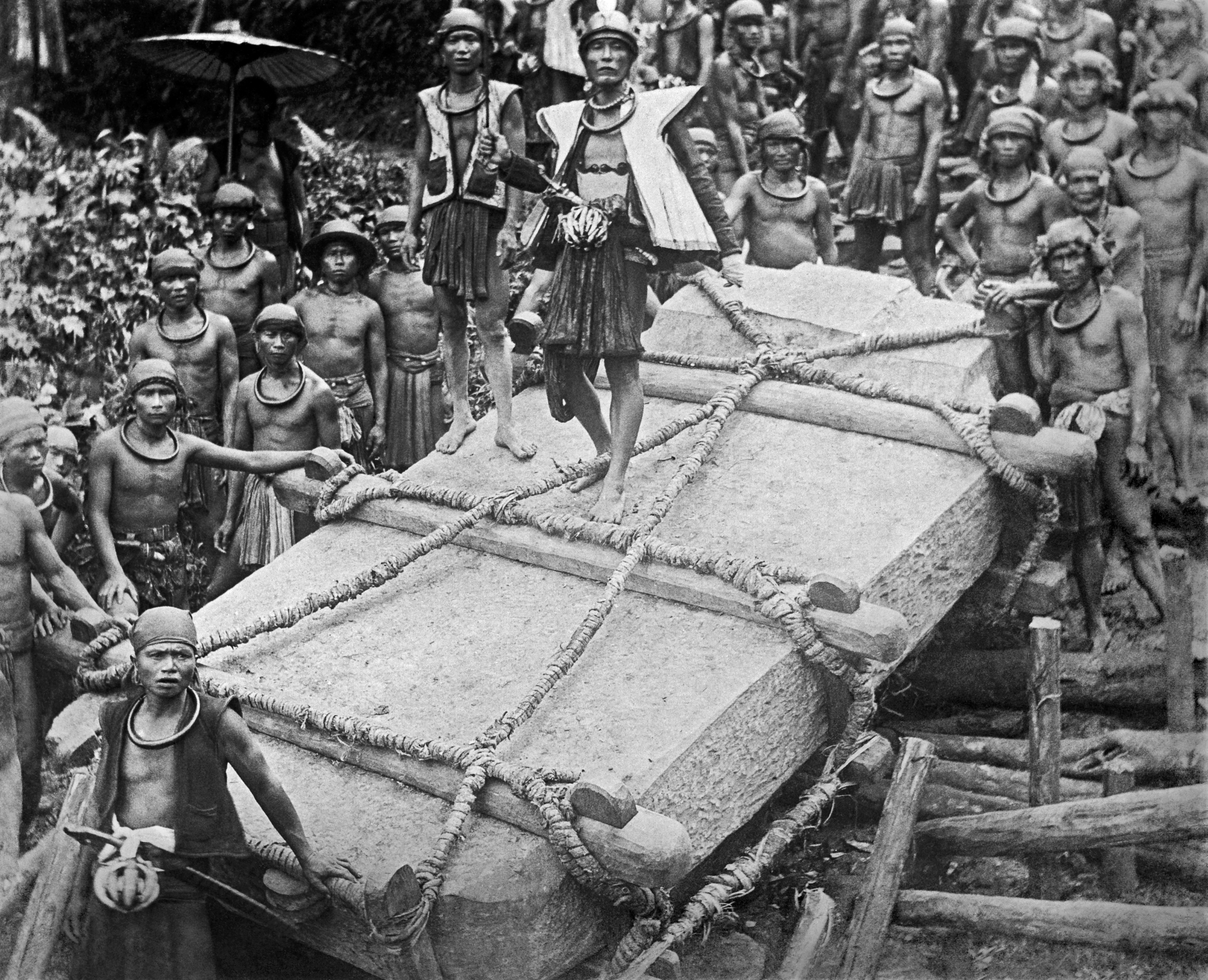
Het verslepen van de steen 'Darodaro' voor de gestorven Saoenigeho van Bawamataloea. De steen wordt uit de rivierbedding gehaald en over een afstand van ca. 3 km versleept waarvoor een speciale sleepconstructie wordt gemaakt. Op de foto wordt zo'n steen naar boven gesleept. De overlevering wil dat het 525 mensen drie dagen gekost heeft om deze steen op zijn plaats in het dorpje Bawemataloeo te krijgen, Nias, ca. 1915

## Andere megalithische culturen

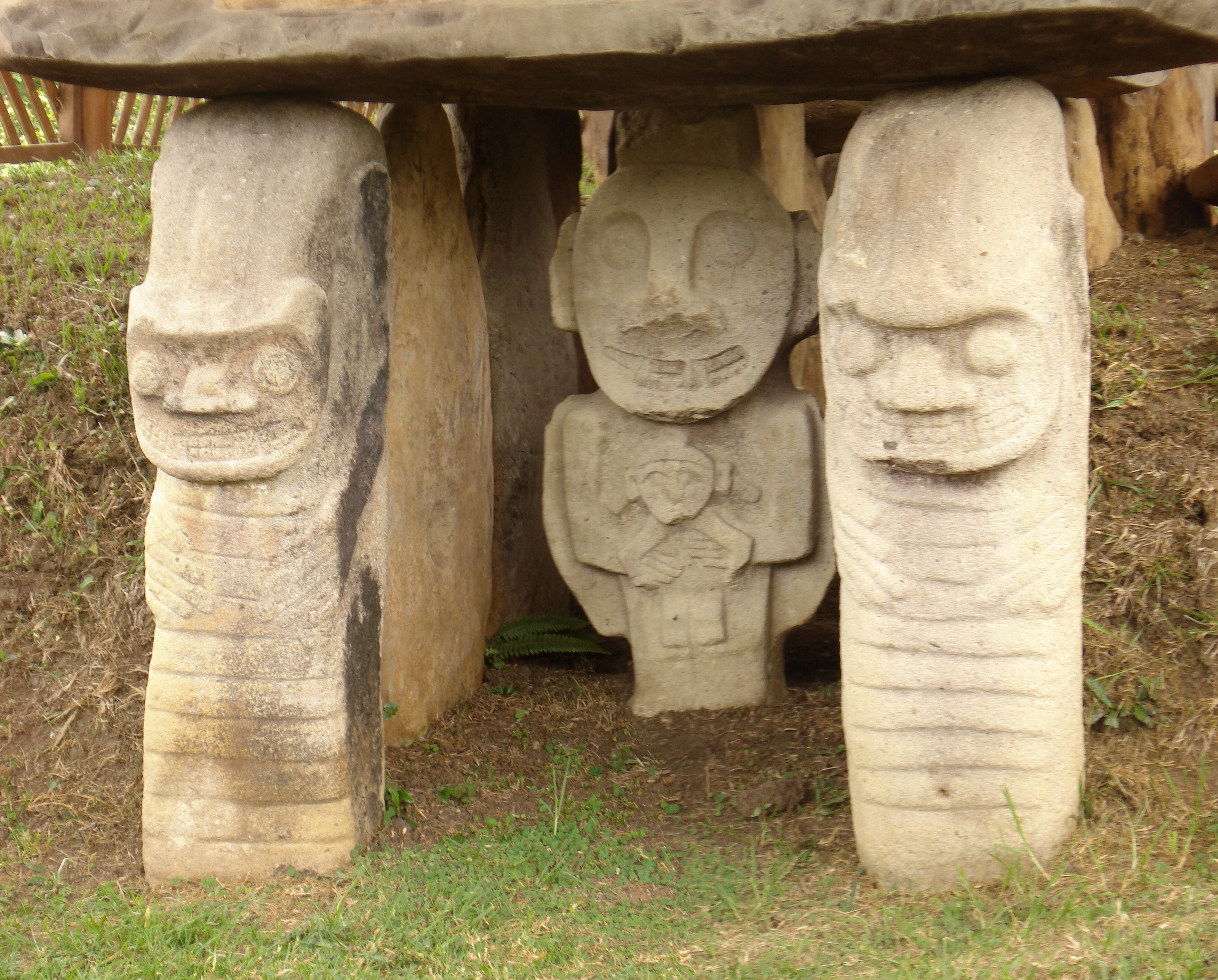
Antropomorfe stenen zijn een kenmerk van de San Agustíncultuur, Colombia

Menhirs zijn ook bekend uit Zuid-Amerika. De moai van Paaseiland zijn antropomorf. Tiwanaku en de precolumbiaanse San Agustíncultuur staan eveneens bekend om antropomorfe stenen.

## Bescherming

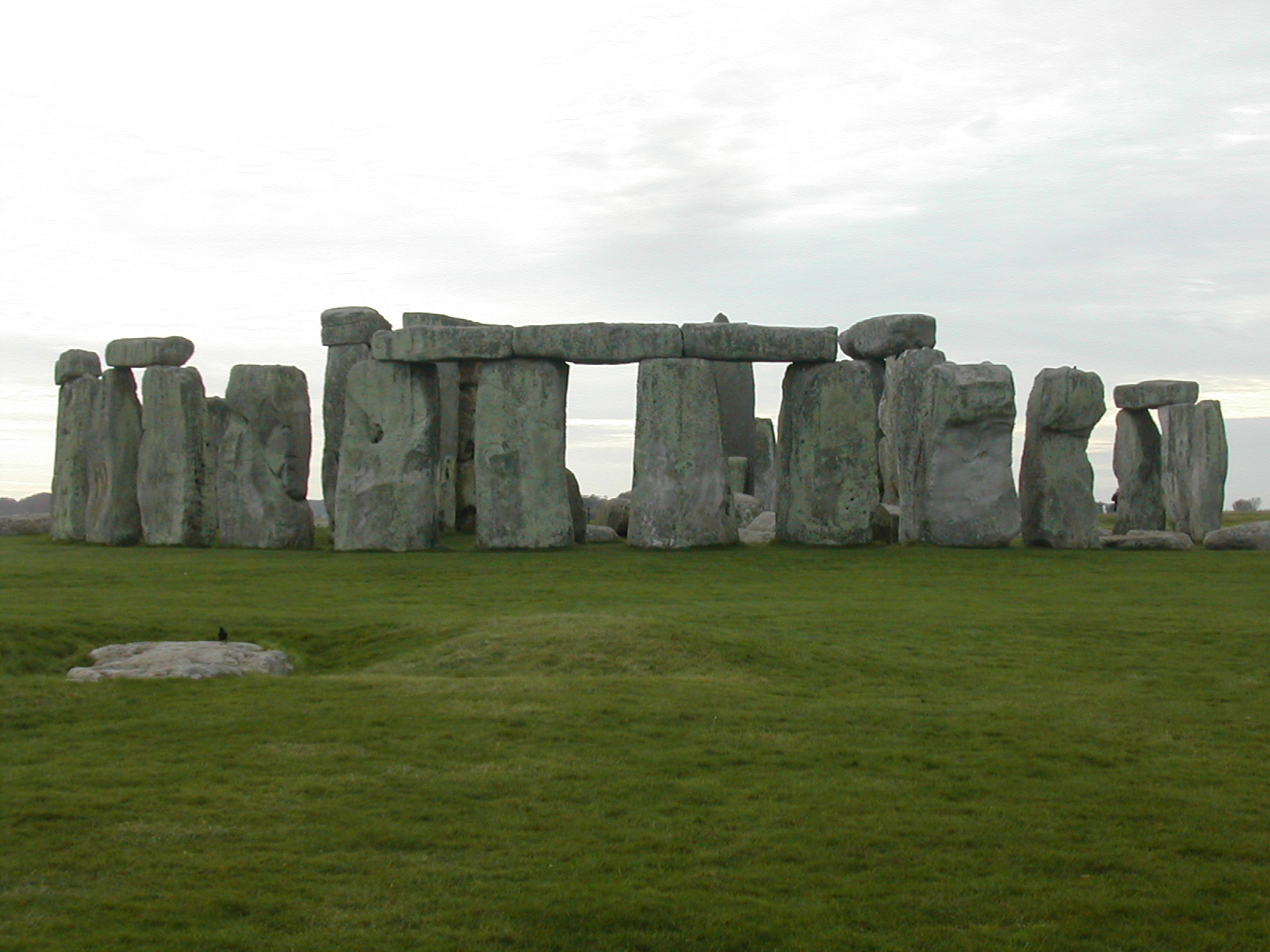
Stonehenge

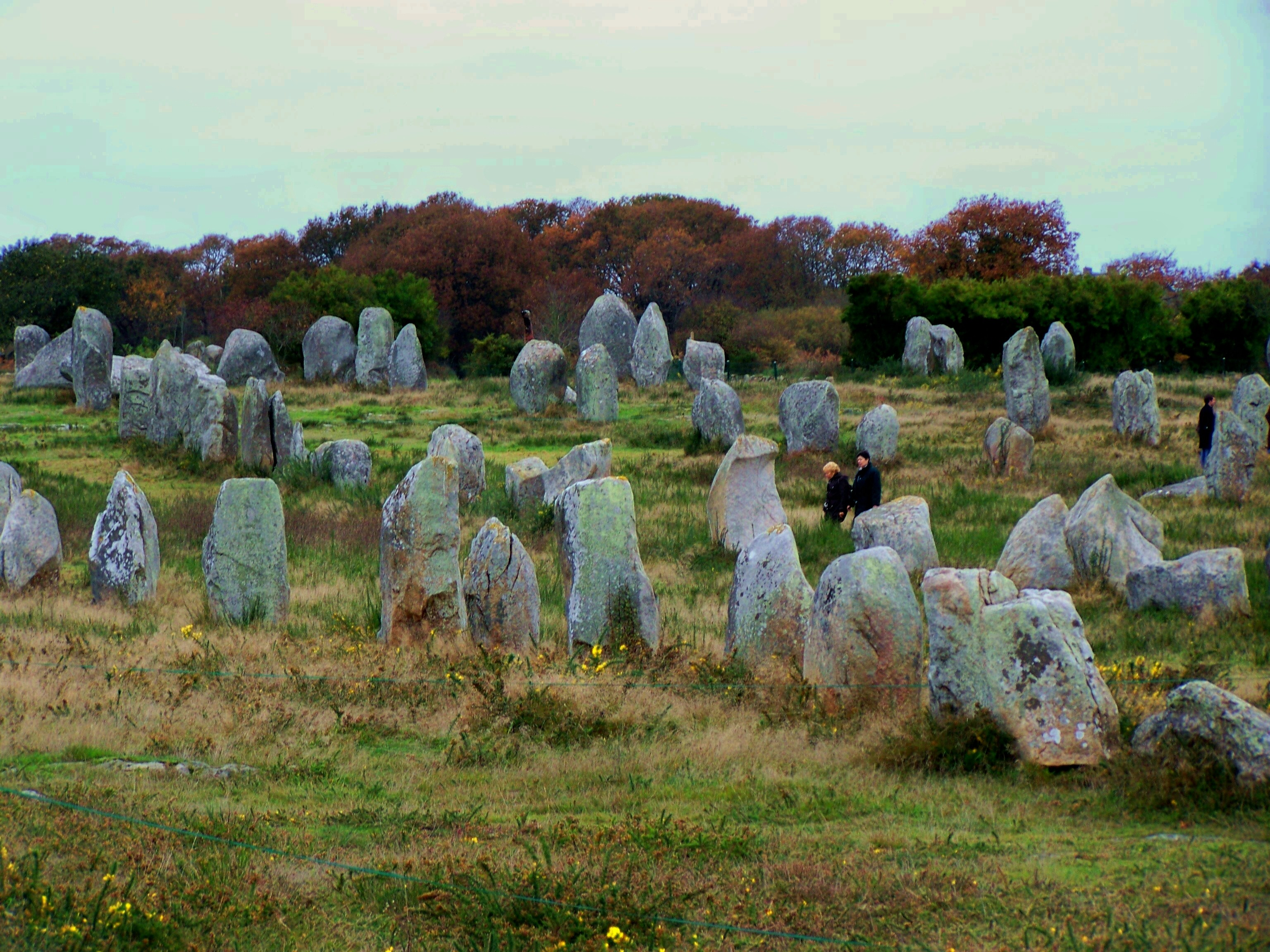
Carnac, Frankrijk

Er staan megalieten op de Werelderfgoedlijst van UNESCO vermeld.
Het Ħal Saflieni Hypogeum staat sinds 1980 op de Werelderfgoedlijst en in 1992 besloot de commissie de lijst uit te breiden met vijf andere megalithische tempels: Ħaġar Qim, Mnajdra, Ta' Ħaġrat, Skorba en Tarxien.
Stonehenge, Avebury en bijbehorende plaatsen staan op de lijst sinds 1986. Newgrange, een van de graftombes van het Brú na Bóinne-complex, werd in 1993 op de lijst geplaatst. In 1995 werd het Archeologisch park San Agustin en het Nationaal Park Rapa Nui (Paaseiland) op de Werelderfgoedlijst geplaatst. De dolmen van Pech-Laglaire (Gréalou) is onderdeel van de pelgrimsroutes in Frankrijk naar Santiago de Compostella, sinds 1998 op de lijst. In 1999 werd het Heart of Neolithic Orkney op de lijst geplaatst.
De Hunebedplaatsen Gochang, Hwasun en Ganghwa werden in het jaar 2000 opgenomen op de lijst, ook de 33 stenen graven van Sammallahdenmäki en de steencirkels van Senegambia kregen een plaats.
De Igeler Säule (een 23 m hoog zandstenen grafmonument in het Duitse dorp Igel) en de runenstenen van Jelling staan vermeld op de Werelderfgoedlijst.

## Typen monumenten
| Monumenten met sacraal of onbekend doel | Monumenten met sacraal of onbekend doel                 | Monumenten met sacraal of onbekend doel                | Monumenten met sacraal of onbekend doel                           | Monumenten met sacraal of onbekend doel |
| type                                    | vindplaats                                              | datering                                               | culturen (o.a.)                                                   | voorbeelden |
| --------------------------------------- | ------------------------------------------------------- | ------------------------------------------------------ | ----------------------------------------------------------------- | --- |
| Menhir                                  | Bretagne Zuidwest-Frankrijk Corsica                     | neolithicum, enkele zijn pas in de bronstijd geplaatst | Seine-Oise-Marne, cardiaal-impressocultuur e.a.                   | Grand Menhir Brisé Brunhildesteen, Bordastubble Standing Stone, Skellister Standing Stone, Tingwall Standing Stone, Uyea Breck Standing Stone, Nether Largie Standing Stones |
| Alignement                              | Bretagne Engeland Wales Noord-Duitsland                 | neolithicum                                            | Cardiaal-impressocultuur trechterbekercultuur grooved warecultuur | Carnac, Hill o' Many Stanes |
| Steencirkel                             | Bretagne Verenigd Koninkrijk Noord-Duitsland Denemarken | neolithicum                                            | trechterbekercultuur grooved warecultuur                          | Pobull Fhinn, Calanais Standing Stones, Temple Wood Stone Circles, Torhouse Stone Circle, Machrie Moor Stone Circles, Moss Farm Road Stone Circle                            |
| Recumbent Stone Circle                  |                                                         | neolithicum                                            |                                                                   | Loanhead Stone Circle, Easter Aquhorthies Stone Circle, Tomnaverie Stone Circle                                                                                              |
| Henge                                   | Bretagne Verenigd Koninkrijk                            | neolithicum tot in de bronstijd                        | grooved warecultuur                                               | Stonehenge, Avebury, Ballymeanoch, Bluehenge |
| Steenweg                                | Bretagne Verenigd Koninkrijk Noord-Duitsland Denemarken | neolithicum                                            | trechterbekercultuur                                              | |
| Tempel                                  | Malta                                                   | 3600 - 2500 v.Chr.                                     | Ġgantijafase                                                      | Megalithische tempels van Malta |
| Steenschip                              | Zweden                                                  | 1000 - 400 v.Chr.                                      |                                                                   | Ales stenar |
| Chamberless cairn                       |                                                         |                                                        |                                                                   | |

| Grafmonumenten                       | Grafmonumenten                                                                     | Grafmonumenten                                                               | Grafmonumenten                         | Grafmonumenten |
| type                                 | vindplaats                                                                         | datering                                                                     | culturen (o.a.)                        | voorbeelden |
| ------------------------------------ | ---------------------------------------------------------------------------------- | ---------------------------------------------------------------------------- | -------------------------------------- | --- |
| Chambered Cairn (gekamerd steengraf) | Verenigd Koninkrijk Frankrijk                                                      | neolithisch                                                                  |                                        | Grey Cairns of Camster, Cnoc Freiceadain Long Cairns, Cairn o'Get, Dunchraigaig Cairn, Barpa Langais, Cairn Holy Chambered Cairns, Torrylin Cairn, Cuween Hill Chambered Cairn, Glebe Cairn, Nether Largie Cairns, Ri Cruin Cairn, Unstan Chambered Cairn, Corrimony Chambered Cairn, Wideford Hill Chambered Cairn |
| Hunebed of Dolmen                    | Bretagne Noord-Duitsland Denemarken Ierland Verenigd Koninkrijk Portugal Frankrijk | Voornamelijk neolithisch, op sommige plaatsen(o.a. in Sardinië) tot in -600. |                                        | |
| Oerdolmen                            | Noord-Duitsland Denemarken                                                         | ca. -3500                                                                    | trechterbekercultuur                   | |
| Polygonale dolmen                    | Noord-Duitsland Denemarken                                                         | neolithisch                                                                  | trechterbekercultuur                   | |
| Grote dolmen                         | Oost-Duitsland                                                                     | neolithisch                                                                  | trechterbekercultuur                   | |
| Ganggraf (het "gewone" hunebed)      | Drenthe Noord-Duitsland Denemarken                                                 | -3500 - -2000                                                                | trechterbekercultuur                   | Papeloze kerk, Clava Cairns |
| Trapgraf                             | Drenthe, Noord-Duitsland                                                           | neolithisch                                                                  | trechterbekercultuur                   | D13 te Eext |
| Allée couverte                       | Frankrijk en België                                                                | neolithisch                                                                  | Seine-Oise-Marnecultuur                | |
| Galeriegrab                          | West-Duitsland                                                                     | neolithisch                                                                  | trechterbekercultuur, Wartbergcultuur  | |
| Langgraf                             | Drenthe Noord-Duitsland                                                            | neolithisch                                                                  | trechterbekercultuur                   | Hunebed D-43 bij Emmen |
| Emsländer Kammer                     | Eemsland                                                                           | neolithisch                                                                  | trechterbekercultuur                   | |
| Steenkist                            | Drenthe Friesland Eemsland, Noord-Duitsland Denemarken Zweden                      | laat-neolithisch, vroege bronstijd.                                          | trechterbekercultuur, klokbekercultuur | |
| Radgraf                              | Denemarken Zweden                                                                  | vroege bronstijd                                                             |                                        | |

## Folklore en moderne cultuur
Het is niet verwonderlijk dat de indrukwekkende monumenten aanleiding hebben gegeven tot veel moderne interpretaties. Zo vindt bij Stonehenge elk jaar een bijeenkomst van neopaganisten plaats, zijn deze monumenten zeer geliefd bij wichelroedelopers, die beweren dat ze op leylijnen zijn gebouwd.
Megalieten worden in vrijwel heel Europa in de folklore in verband gebracht met de activiteiten van druïden, tovenaars (Merlijn), elfen, kabouters, feeën, witte wieven, gloeiigen, spoken, geesten en heksen. Ook worden versteende helden, reuzen, Jentil of trollen genoemd.
In de stripreeks Asterix worden de menhirs in Bretagne toegeschreven aan de activiteiten van een volslanke Gallische steenhouwer. In Het witte wief speelt een Bloedsteen op het landgoed Kernhem een belangrijke rol.
Ook de napjesstenen worden in verband gebracht met bloed, druïden, feeën, offers, duivels of heksen in Duitsland, in Denemarken met elfen (älvkvarnar en Æbleskivestenen ("elfenmolens")).